# Home (série télévisée)
Pour les articles homonymes, voir Home.
Home (ou Maisons de rêve au Québec) est une série télévisée documentaire américaine. La série fut mis en ligne le 7 avril 2020, sur Apple TV+.

## Synopsis
Home guide le public « à l'intérieur des maisons les plus extraordinaires du monde et dévoile l'imagination qui repousse les limites des visionnaires qui ont osé les rêver et les construire ».

## Production
En janvier 2018, Apple a lancé à la production pour une série composée de neuf épisodes au sujet de maison hors du commun autour du monde.
La série est produite par trois sociétés : MediaWeaver, Four M Studios et Altimeter Films, créé le 17 avril 2020.
Home est produit par Joe Poulin, Matthew Weaver, Bruce Gersh, Ian Orefice, Doug Pray, Collin Orcutt, Matt Tyrnauer, Corey Reeser et Kim Rozenfeld. Nick Stern est le coproducteur exécutif,,,,. Matt Tyrnauer est sur le point de diriger la série.
En mai 2022, Apple TV+ annonce que le programme à bien été renouvelé pour une seconde saison et que celle-ci sortira 17 juin suivant.

## Épisodes

### Saison 1 (2020)
La saison 1 est composé de 9 épisodes, tous sortis le 7 avril 2020.
| no | Titre français | Titre original | Réalisé par                      | Durée      |
| -- | -------------- | -------------- | -------------------------------- | ---------- |
| 1  | Suède          | Sweden         | Doug Pray                        | 34 minutes |
| 2  | Chicago        | Chicago        | Jessica Dimmock                  | 34 minutes |
| 3  | Bali           | Bali           | Clay Jeter                       | 31 minutes |
| 4  | Hong Kong      | Hong Kong      | Matt Tyrnauer                    | 30 minutes |
| 5  | Maine          | Maine          | Scott Weintrob                   | 32 minutes |
| 6  | Inde           | India          | Jimmy Goldblum et Fazeelat Aslam | 30 minutes |
| 7  | Austin         | Austin         | Doug Pray                        | 29 minutes |
| 8  | Malibu         | Malibu         | Taimi Arvidson                   | 27 minutes |
| 9  | Mexique        | Mexico         | Scott Weintrob                   | 37 minutes |

### Saison 2 (2022)
La saison 2 débutera le 17 juin 2022.

## Distinction
Le 8 juin 2020, Home a été nommée meilleure série documentaire aux Critics Choice Real TV Awards.